# Leskea leskeoides
Leskea leskeoides är en bladmossart som beskrevs av Jules Cardot och Iishiba 1929. Leskea leskeoides ingår i släktet Leskea och familjen Leskeaceae. Inga underarter finns listade i Catalogue of Life.